# Montalva (Guánica)
Montalva es un barrio ubicado en el municipio de Guánica en el estado libre asociado  de Puerto Rico. En el Censo de 2010 tenía una población de 3181 habitantes y una densidad poblacional de 83,84 personas por km².

## Geografía
Montalva se encuentra ubicado en las coordenadas 17°56′54″N 66°56′43″O / 17.94833, -66.94528. Según la Oficina del Censo de los Estados Unidos, Montalva tiene una superficie total de 37.94 km², de la cual 28.1 km² corresponden a tierra firme y (25.95%) 9.84 km² es agua.

## Demografía
Según el censo de 2010, había 3181 personas residiendo en Montalva. La densidad de población era de 83,84 hab./km². De los 3181 habitantes, Montalva estaba compuesto por el 82.3% blancos, el 5.56% eran afroamericanos, el 0.63% eran amerindios, el 0.03% eran asiáticos, el 7.76% eran de otras razas y el 3.71% pertenecían a dos o más razas. Del total de la población el 98.99% eran hispanos o latinos de cualquier raza.